# Набережный Увек
Набережный Увек (Береговой Увек, Усть-Набережный Увек) — упразднённый посёлок городского типа, включённый в черту города Саратов в 1933 году. Ныне территория микрорайона Увек.
Согласно Энциклопедическому словарю Брокгауза и Ефрона, Новому энциклопедическому словарю,
«село Саратовской губернии и уезда, при р. Волге, в 9 вёрстах от Саратова. Станция Рязанско-Уральской железной дороги; пристань. … На горе Увек, близ села, остатки древнего города».
В 1930 году получил статус посёлка городского типа.
В 1933 году включен в черту Саратова.